# Весалико
Весалико (итал. Vessalico) је насеље у Италији у округу Империја, региону Лигурија.
Према процени из 2011. у насељу је живело 225 становника. Насеље се налази на надморској висини од 192 м.

## Становништво
| 1931. | 1936. | 1951. | 1961. | 1971. | 1981. | 1991. | 2001. | 2011. |
| ----- | ----- | ----- | ----- | ----- | ----- | ----- | ----- | ----- |
| 604   | 574   | 500   | 445   | 383   | 339   | 291   | 297   | 287   |